# Margrét Lára Viðarsdóttir
Margrét Lára Viðarsdóttir (* 25. července 1986 Vestmannaeyjar) je islandská fotbalistka hrající v útoku. Začínala v klubu ÍBV, v letech 2005–2006, 2007–2008 a od roku 2016 hraje za Valur. Působila také v zahraničních klubech FCR Duisburg, Linköpings FC, Kristiandstads DFF a 1. FFC Turbine Potsdam, byla draftována Los Angeles Sol, ale odmítla odejít do americké profesionální ligy. S Valurem získala islandský titul v letech 2006, 2007 a 2008, byla pětkrát po sobě nejlepší střelkyní islandské ligy (2004–2008), nejlepší střelkyní Ligy mistryň UEFA 2006, 2008 a 2009 a švédské ligy 2011. Za islandskou reprezentaci odehrála 117 zápasů a vstřelila v nich 77 branek, startovala na Mistrovství Evropy ve fotbale žen 2009 (vyřazení v základní skupině) a Mistrovství Evropy ve fotbale žen 2013 (čtvrtfinále, skórovala v úvodním utkání proti Norsku). V letech 2004, 2006, 2007, 2008 a 2011 byla islandskou fotbalistkou roku, v roce 2007 získala cenu pro islandského sportovce roku. Její mladší sestra Elísa Viðarsdóttir je také islandskou fotbalovou reprezentantkou.